# C215 (artista)
Christian Guémy (Bondy, 1973), més conegut pel pseudònim de C215, és un artista urbà francès que empra la tècnica de l'estergit.
Els seus temes preferits són la infantesa, l'esquerra política, l'amor i els animals (gossos, gats i ocells), especialment presents en les seves obres urbanes. El seu model principal és el seu fill Elijah, nascut el 2003. Les dimensions de les seves obres es mantenen a escala humana, només rarament produeix murals més grans.

## Biografia

Retrat múltiple de l'agent de policia Ahmed Merabet a París

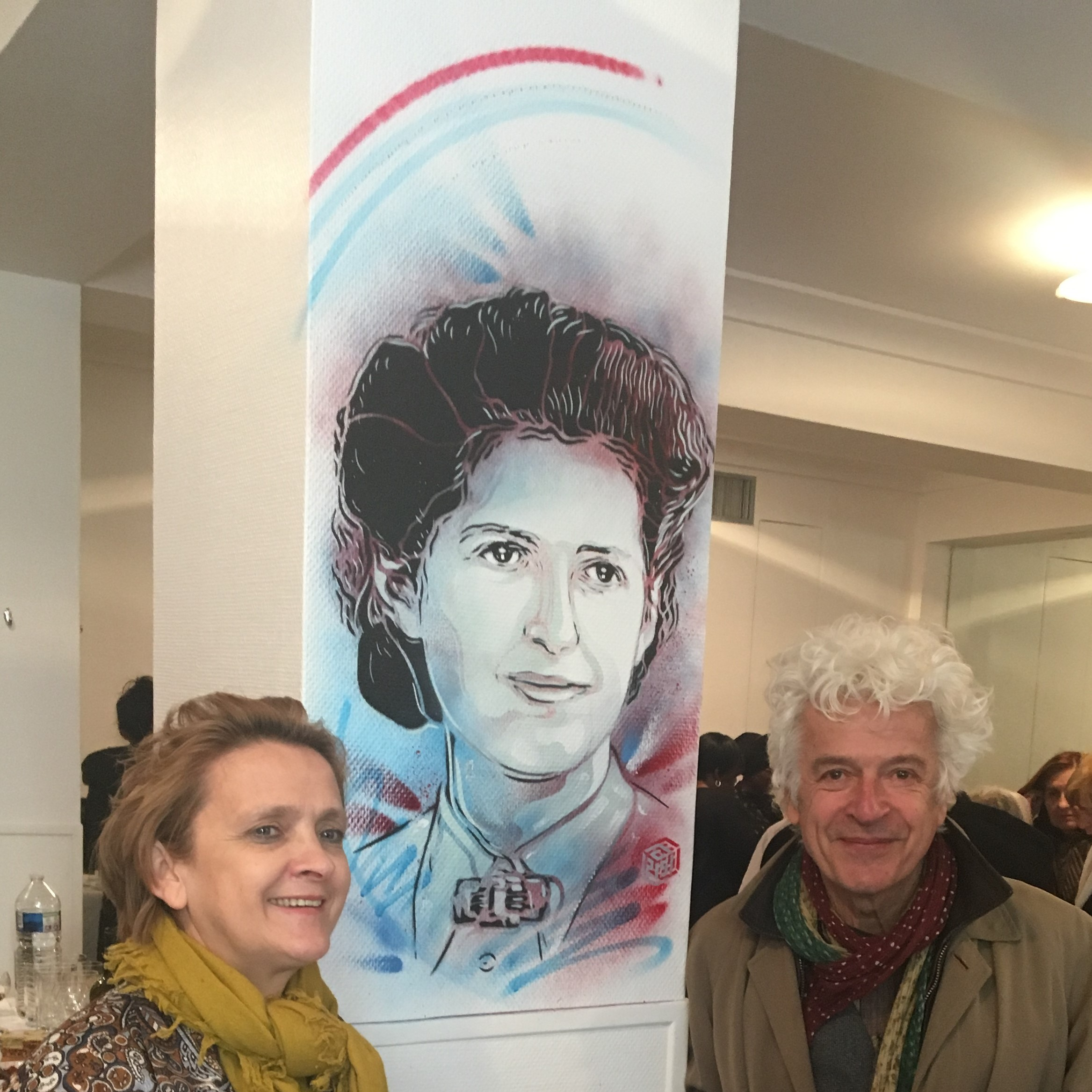
Obra de C215 a l'ajuntament del districte 5 de París, en homenatge al resistent i activista dels drets humans Geneviève De Gaulle-Anthonioz.

Christian Guémy va néixer l'octubre de 1973 a Bondy. El gener de 2021 va revelar que el seu naixement va ser el resultat d'una violació comesa dins de la seva família i que la seva mare es va suïcidar als 18 anys, quan ell tenia 5 anys, fet pel qual el van criar els seus avis. A la universitat va obtenir diversos títols: màster en història, màster en història de l'arquitectura, i un altre en història de l'art a la Sorbona. Més endavant es va convertir en responsable d’estudis d'un sindicat del moble, abans de treballar com a responsable d'exportacions a la indústria tèxtil i després al món financer.
C215 va produir les seves primeres obres el 2006. De petit, però, va dibuixar còmics per a la revista escolar així com caricatures de professors i estudiants. L'estiu de 1989, als 15 ans anys, va fer alguns grafits, però ho va deixar no sentint-se represenat amb el moviment hip-hop.
Es va traslladar a Vitry-sur-Seine l'any 2006 i va començar a fer pintures amb plantilla. El 2013 va crear un mural de 25 metres a París, al metro Nationale, que representava un gat. El 2013 també va pintar la cara de la ministra de Justícia, Christiane Taubira, aleshores objectiu d'atacs racistes. El 4 de gener de 2016, l'artista dibuixa un retrat múltiple del policia Ahmed Merabet, una víctima de l'atemptat contra Charlie Hebdo.
Arran de les eleccions presidencials franceses de 2017, C215, per encàrrec de la revista L'Obs, va abordar el tema del candidat de La France insoumise, Jean-Luc Mélenchon, i en va fer diversos retrats.En ocasió de la panteonització de la magistrada Simone Veil, C215 va realitzar dos retrats d'aquesta lluitadora, deportada a Auschwitz-Birkenau perquè jueva, a les bústies de l'ajuntament del districte 13 de París.
Al març de 2020, va crear un fresc al districte 10 de París en memòria de Laurent Barthélémy, un adolescent ivorià de 14 anys que va morir al tren d'aterratge d'un avió mentre intentava arribar a França. El mateix any va pintar el retrat d'Aïcha Issadounène, la primera caixera víctima del Covid-19, en una paret de la ciutat de Saint-Ouen on vivia. A finals de juliol 2020, va realitzar el retrat del doctor Jean-Jacques Razafindranazy, un dels primers metges que va morir de Covid-19 a França, a l'entrada del centre hospitalari de Soissons on exercia, en presència de l'alcalde de la ciutat i la família del metge d'urgències difunt. El desembre de 2020 va produir retrats de resistents comunistes que va posar a disposició de L'Humanité.
L'any 2021 va crear dues obres permanents a l'estació de metro Lucie Aubrac de Bagneux amb la imatge del resistent. El 22 de març de 2022, C215 va anar a Ucraïna a pintar, i el 2023 (fins al 25 de febrer) va presentar a l'Assemblea Nacional el seu treball realitzat allà. El juny de 2022 va inaugurar una exposició encarregada pel Memorial de la Shoah en homenatge als infants deportats. El mateix any va elaborar el cartell del Premi Samuel Paty, atorgat per l'associació de professors d'història i geografia en homenatge al professor assassinat.

## Galeria

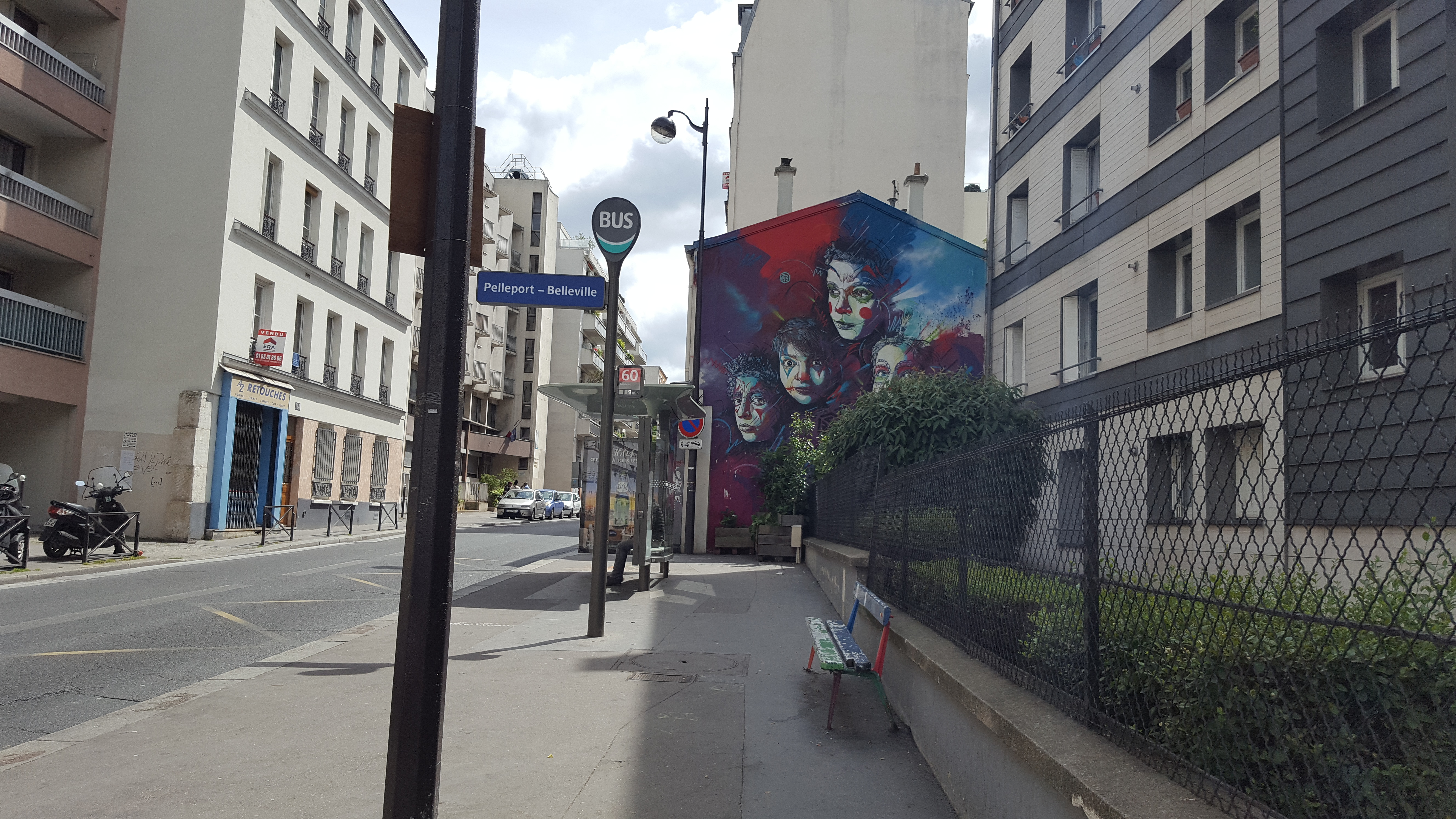
Carrer Pixérécourt, a París
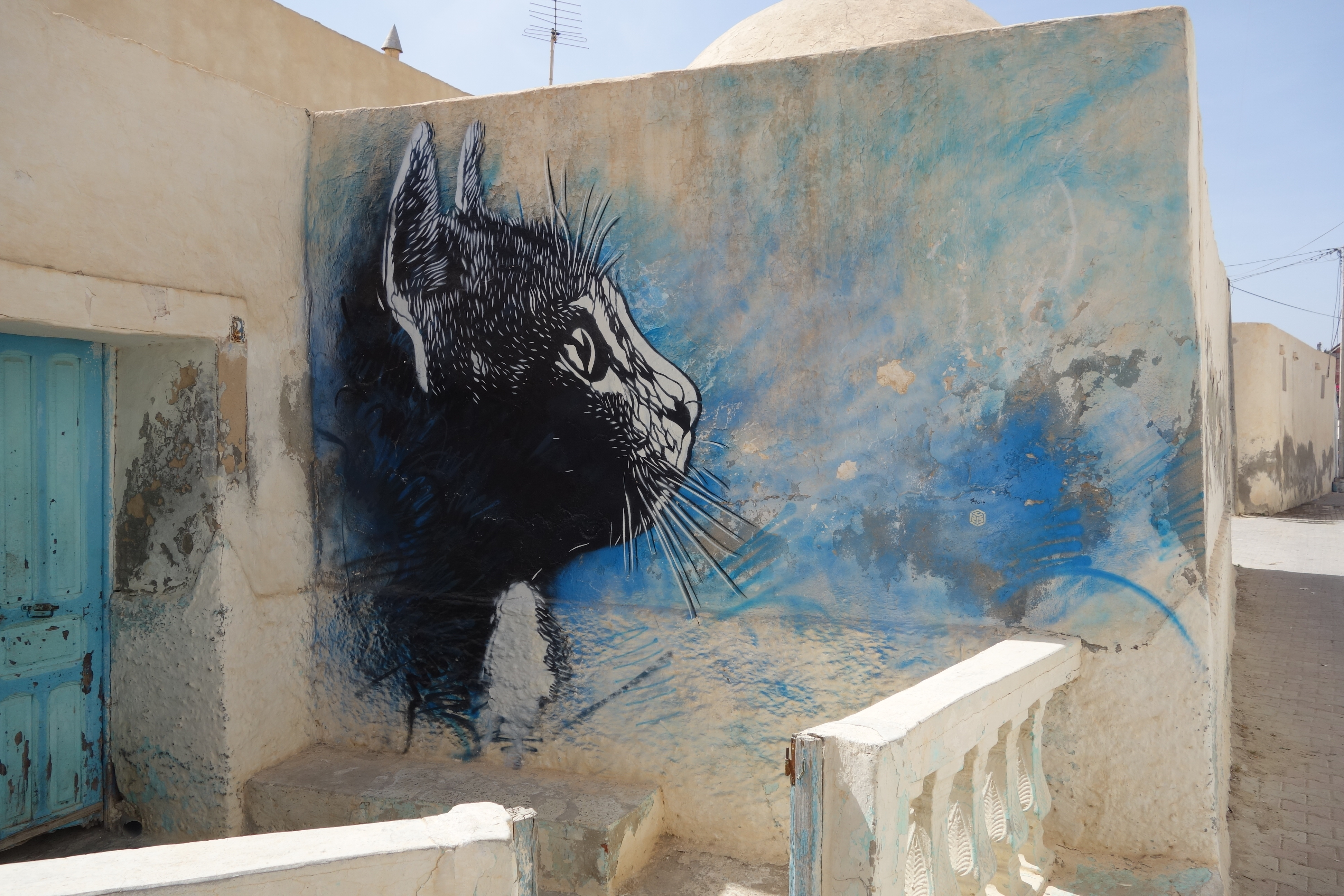
Treball a Djerbahood, Tunísia
Carrer Condorcet a Reims
Brooklyn
Londres
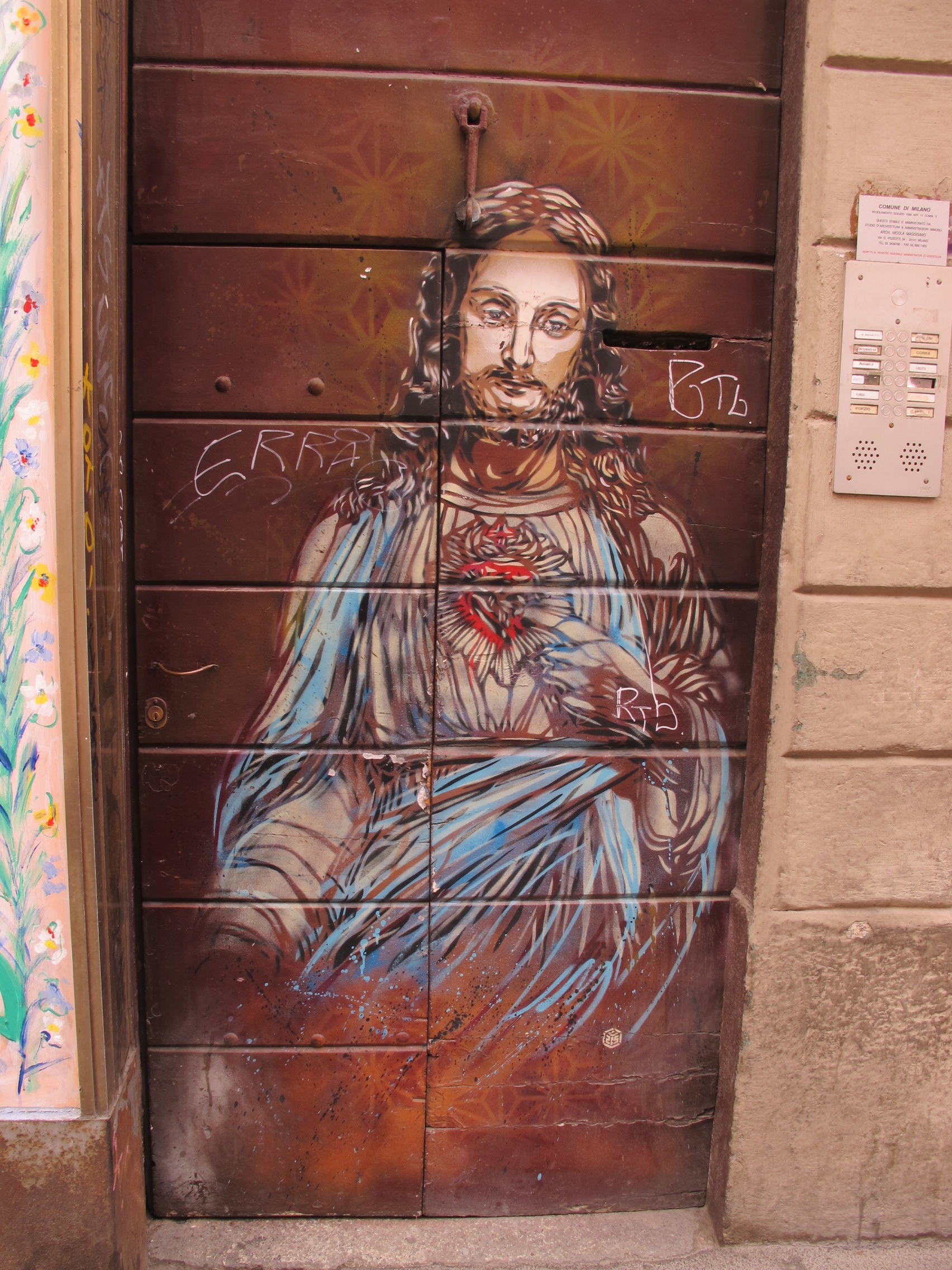
Milà